# 1965 en combiné nordique
| Années du combiné nordique : 1962 - 1963 - 1964 - 1965 - 1966 - 1967 - 1968    |
| Décennies du combiné nordique : 1930 - 1940 - 1950 - 1960 - 1970 - 1980 - 1990 |

Cette page reprend les résultats de combiné nordique de l'année 1965.

## Festival de ski d'Holmenkollen
L'épreuve de combiné de l'édition 1965 du festival de ski d'Holmenkollen fut remportée par le champion olympique Ouest-Allemand Georg Thoma devant les Norvégiens Mikkel Dobloug et Arne Larsen.

## Jeux du ski de Lahti
L'épreuve de combiné des Jeux du ski de Lahti 1965 fut remportée par le coureur Ouest-Allemand Georg Thoma devant Joachim Winterlich, un Allemand de l'Est. Le Soviétique Vladimir Lappo complète le podium.

## Jeux du ski de Suède
L'épreuve de combiné des Jeux du ski de Suède 1965 fut remportée par le coureur norvégien Markus Svendsen, qui s'impose devant deux Allemands de l'Est, Günter Flauger et Rainer Dietel.

## Championnats nationaux

### Championnats d'Allemagne
En Allemagne de l'Est, l'épreuve du championnat d'Allemagne de combiné nordique 1965 fut remportée par Günter Münzner, devant Rainer Dietel, qui était arrivé troisième de l'épreuve l'année précédente. Joachim Winterlich se classe troisième.
À l'Ouest, l'épreuve du championnat d'Allemagne de combiné nordique 1965 fut remportée pour la huitième année consécutive par Georg Thoma.

### Championnat d'Estonie
Le Championnat d'Estonie 1965 s'est tenu à Otepää. Il fut remporté par Tõnu Haljand devant Dieter Treumann, qui était arrivé troisième du championnat de l'année précédente. Vello Kuus complète le podium.

### Championnat des États-Unis
Le championnat des États-Unis 1965 s'est tenu à Andover, dans le Maine. Il a été remporté par David Rikert.

### Championnat de Finlande
Les résultats du championnat de Finlande 1965 manquent.

### Championnat de France
Les résultats du championnat de France 1965 manquent.

### Championnat d'Islande
Le championnat d'Islande 1965 fut remporté par Sveinn Sveinsson. C'était là son septième et derrnier titre de champion national, le premier datant de 1957.

### Championnat d'Italie
Le championnat d'Italie 1965 fut remporté par Ezio Damolin. Il s'impose devant le champion sortant, Enzo Perin, et Fabio Morandini.

### Championnat de Norvège
Le vainqueur du championnat de Norvège 1965 fut Arne Larsen. Il devançait Mikkel Dobloug et Markus Svendsen.

### Championnat de Pologne
Le championnat de Pologne 1965 fut remporté par Józef Gąsienica Daniel (pl), du club WKS Zakopane.

### Championnat de Suède
Le championnat de Suède 1965 a distingué Seppo Höynölä, du club Malmbergets AIF. Le club champion fut le club champion sortant, l'IF Friska Viljor.

### Championnat de Suisse
Les résultats du Championnat de Suisse 1965 manquent.